# Orthosia boursini
Orthosia boursini là một loài bướm đêm trong họ Noctuidae.